# 南京金龙
南京金龙客车制造有限公司（英語：Nanjing Golden Dragon Bus Co., Ltd，简称南京金龙）于2000年成立，为开沃新能源汽车、金龙联合汽车及南京东宇汽车下属的新能源汽车制造企业，亦为创维集团的关联企业。公司总部位于中国江苏省南京市，于南京、深圳、武汉等地设有生产基地，其制造的汽车产品包括纯电动及混合动力的客车、货车、面包车等。
南京金龙曾先后使用“东宇”和“开沃（Skywell）”品牌，目前使用与创维集团一致的“创维（Skyworth）”品牌。

## 历史
南京金龙客车于2000年12月1日成立，原为南京东宇汽车的全资子公司，主营中型客车制造，与金龙联合汽车有技术合作。
2005年，东宇汽车和金龙联合汽车重组南京金龙，二者分别参股40%和60%。
2011年1月，创维集团创始人黄宏生斥资50亿元人民币，携其创立的南京创源天地汽车有限公司（现开沃新能源汽车）入股南京金龙。重组后的南京金龙由南京创源天地（60%）、金龙联合汽车（24%）、南京东宇汽车（16%）共同出资。次年，南京金龙投资100亿元人民币，在南京溧水空港经济区建设新能源汽车制造基地。
2013年，在南京市政府的扶持下，南京金龙客车与动力电池企业合肥国轩高科和电机电控企业武汉理工通宇合作，为2014年举办的南京青奥会提供100台NJL6118BEV纯电动客车，此后又于2014年向南京公交提供900台新能源客车。
2015年4月20日，南京金龙在2015年上海国际车展上正式推出D11型、D12型纯电动厢型车，以及NJL6117BEV型纯电动客车等多款车型。
2016年，南京金龙投资51亿元人民币，在武汉汉南区通航产业园建设纯电动客车生产基地，计划实现产能1万台。此前已有400多台由南京金龙制造的新能源客车在武汉服务。同年4月，南京金龙与深圳市坪山新区签署合作协议，投资80亿在当地建设新能源汽车产业基地，项目建成后将具备年产1万辆大中型客车、2万辆轻型商用车的生产能力。此前已有400多台南京金龙纯电动公交在深圳运营。
2018年7月20日，南京金龙中标广州公交集团349辆NJL6100EV6型10.5米纯电动公交车，其自同年10月起陆续交付，分属巴士电车和巴士三分。此后广州公交集团陆续购入NJL6100EV17、NJL6129EV4等车型。
2020年5月，15辆NJL6100FCEV型氢燃料电池公交车投入广州公交集团388路运营；同年8月，26辆NJL6859FCEV7型氢燃料电池公交车投入佛山市顺德区顺汽公交有限公司运营。
2023年，工信部同意南京金龙客车制造有限公司已列入《公告》的产品商标为“开沃”牌的所有产品，产品商标变更为“创维”牌。

## 图集

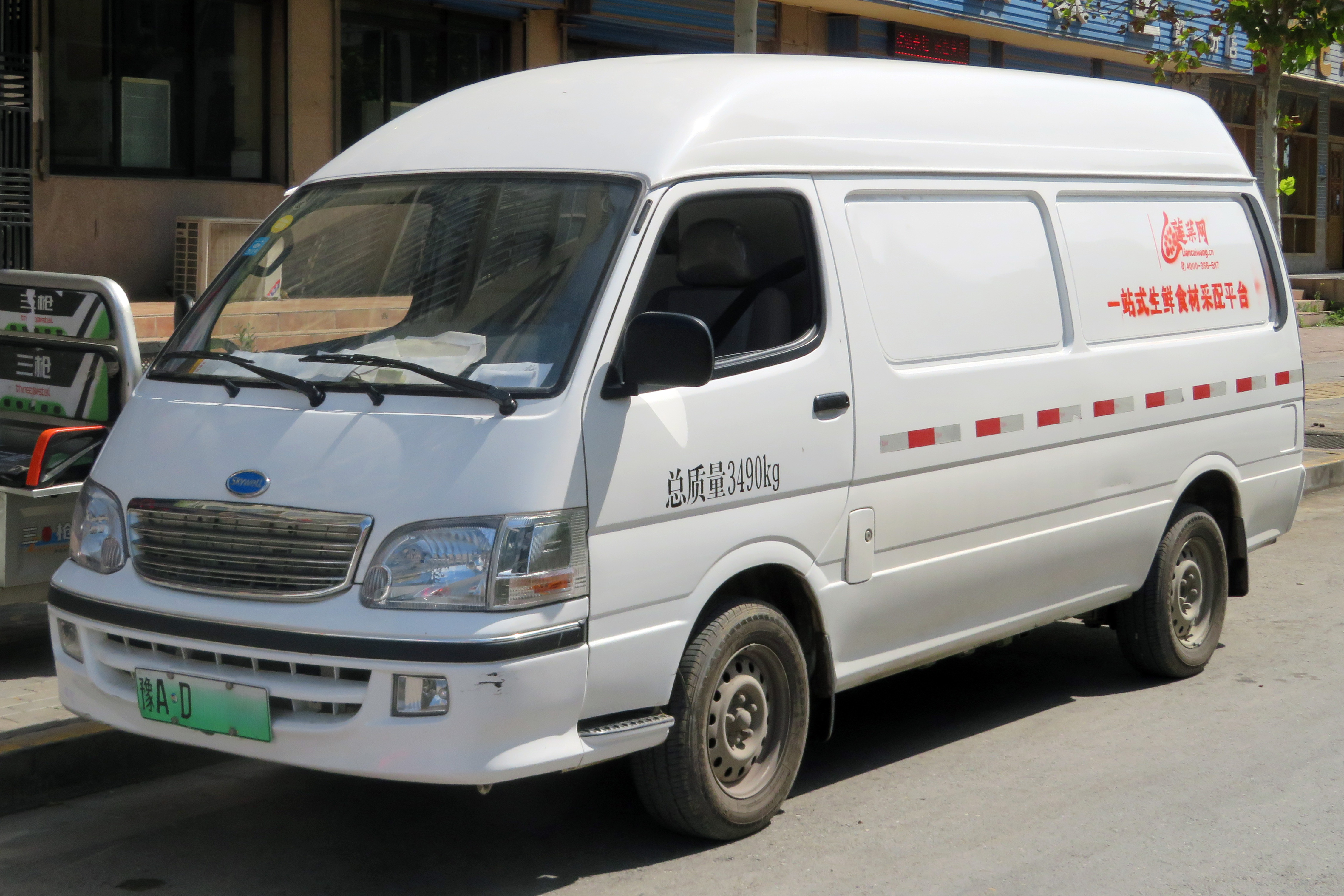
D10（物流版）電動客貨車，外觀源自第四代豐田Hiace
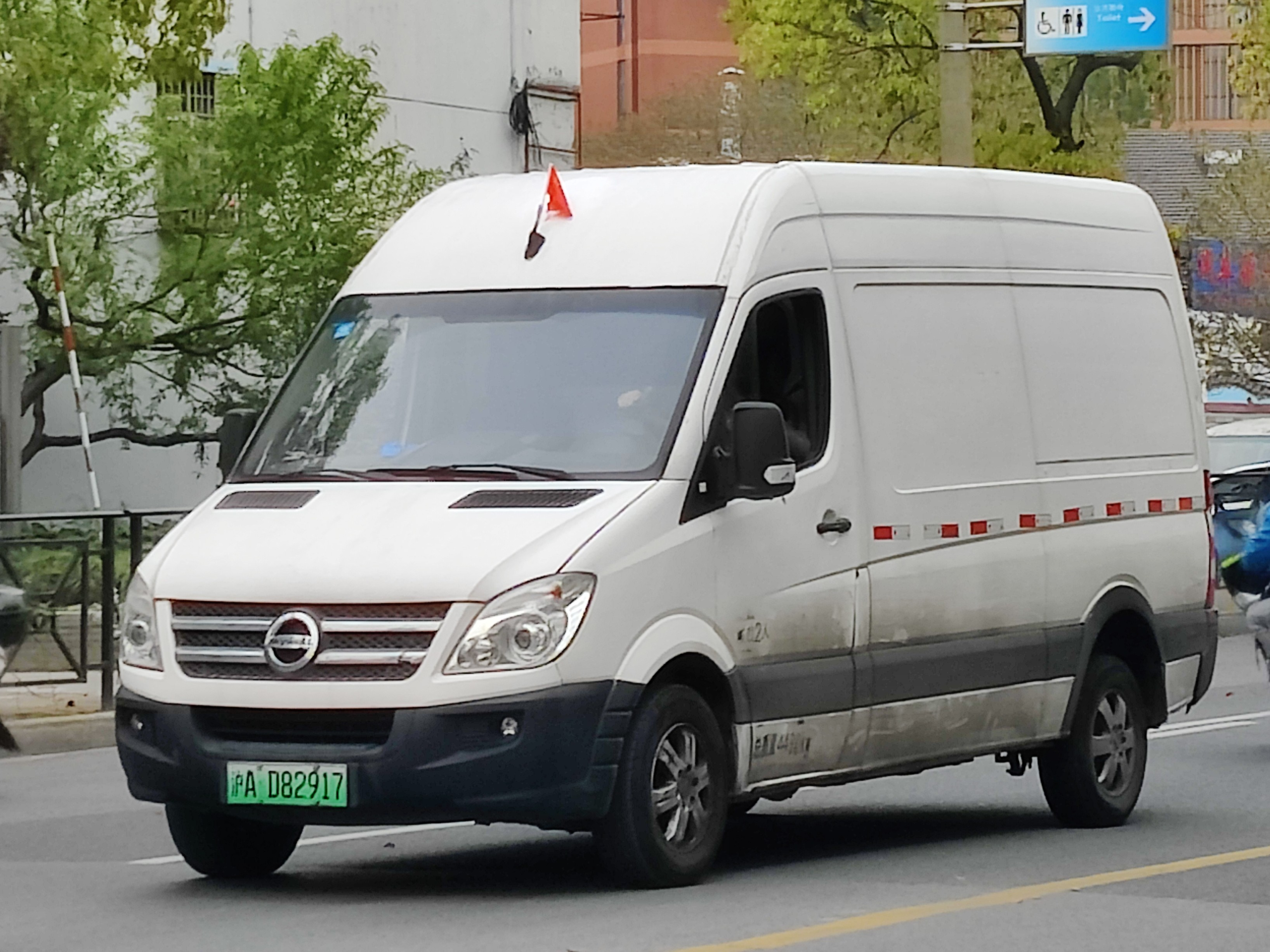
D11電動貨車，外觀源自梅赛德斯-奔驰斯宾特
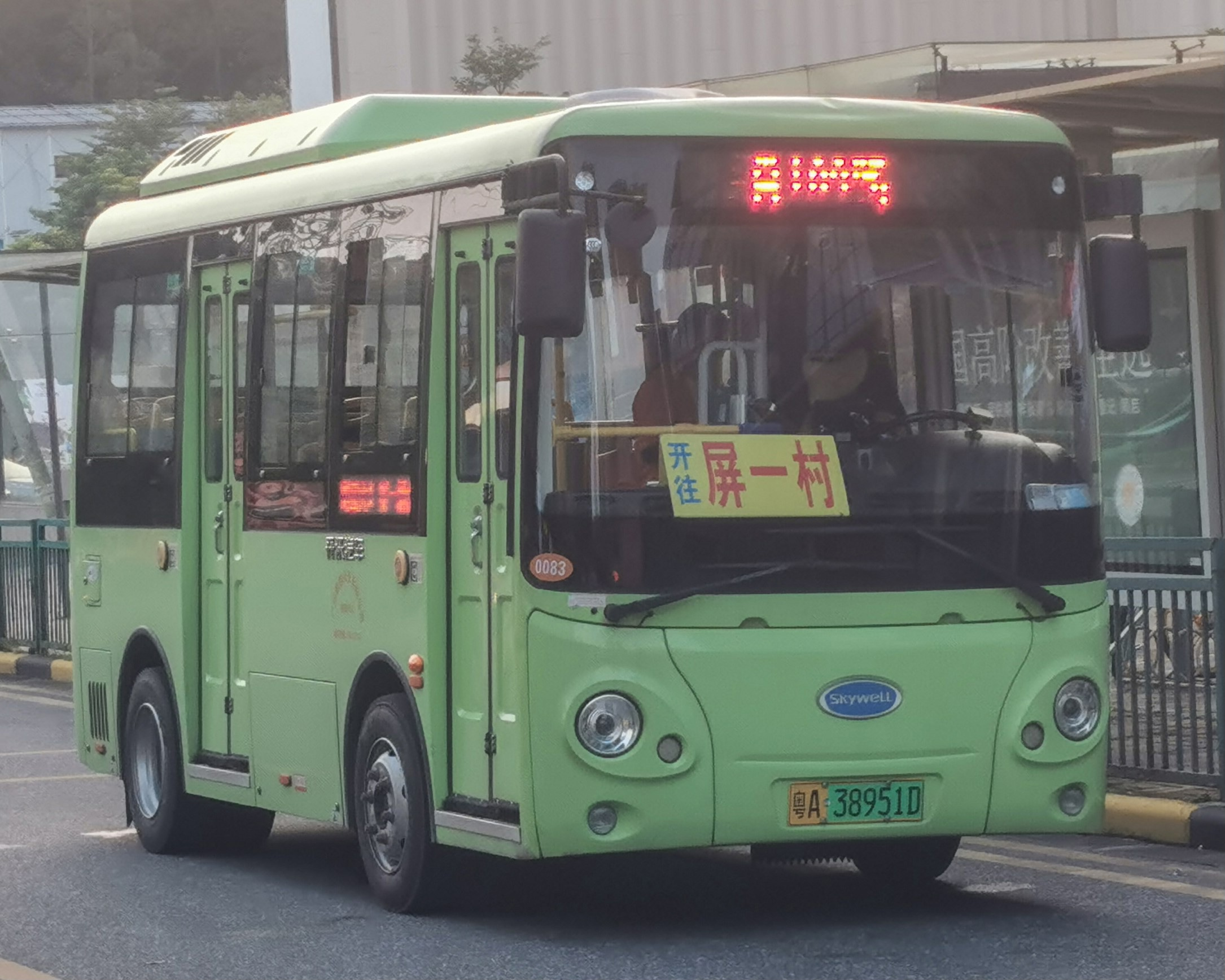
广州番禺锦信公交 NJL6600EVQ50（H6）
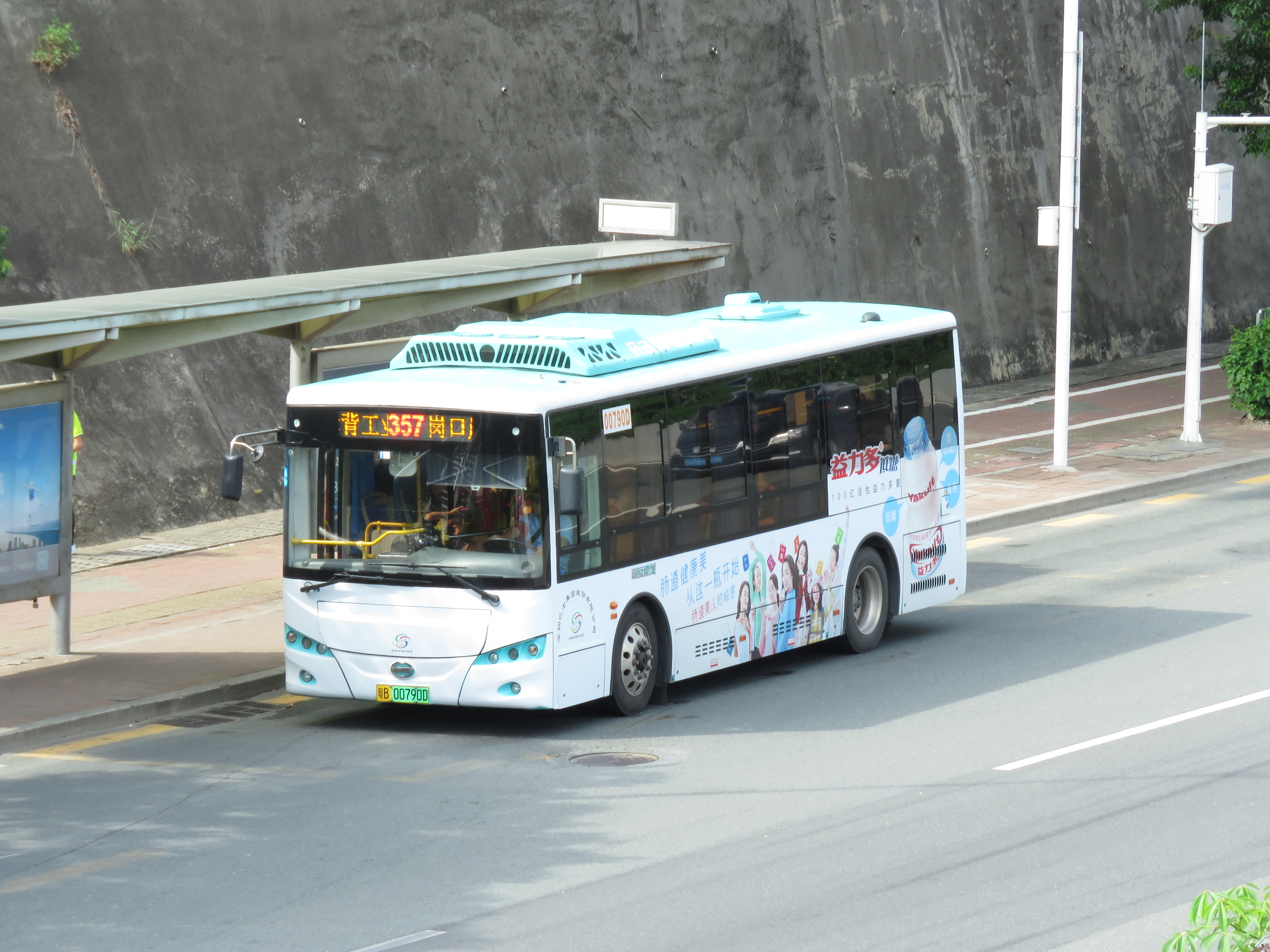
深圳巴士集团 NJL6859BEV9（已退役）
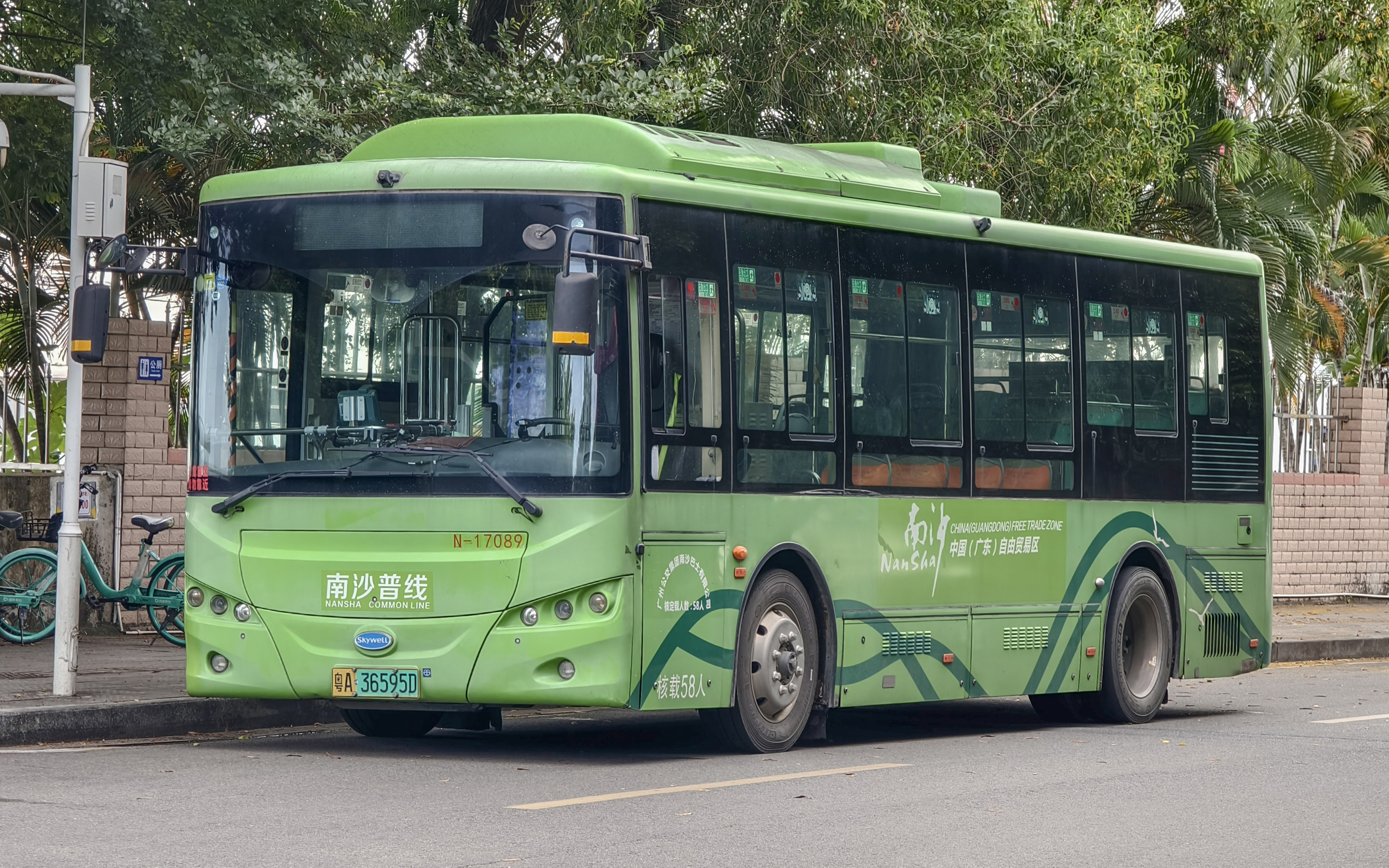
广州南沙巴士 NJL6859EV7
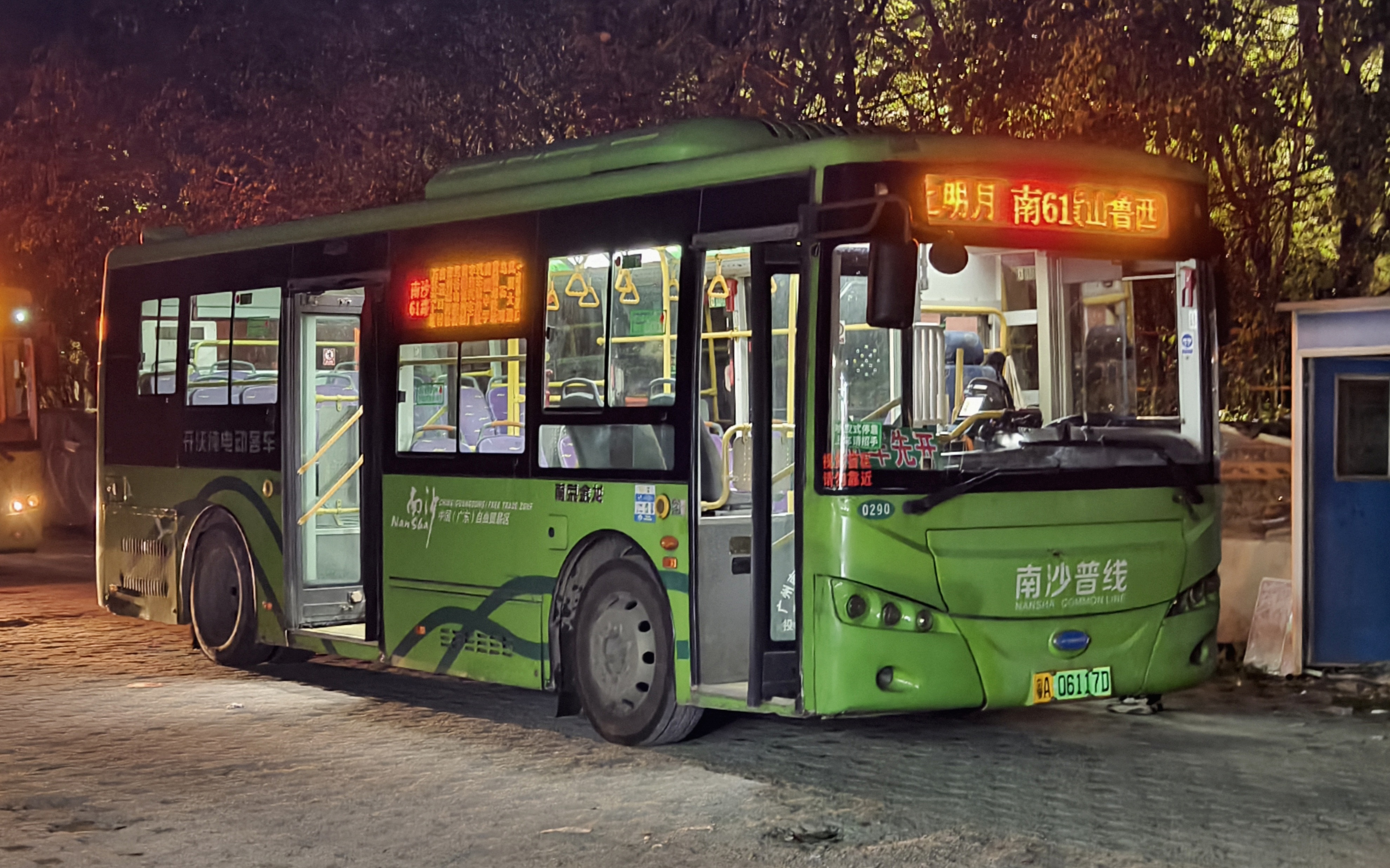
广州南沙润信公交 NJL6859BEV49
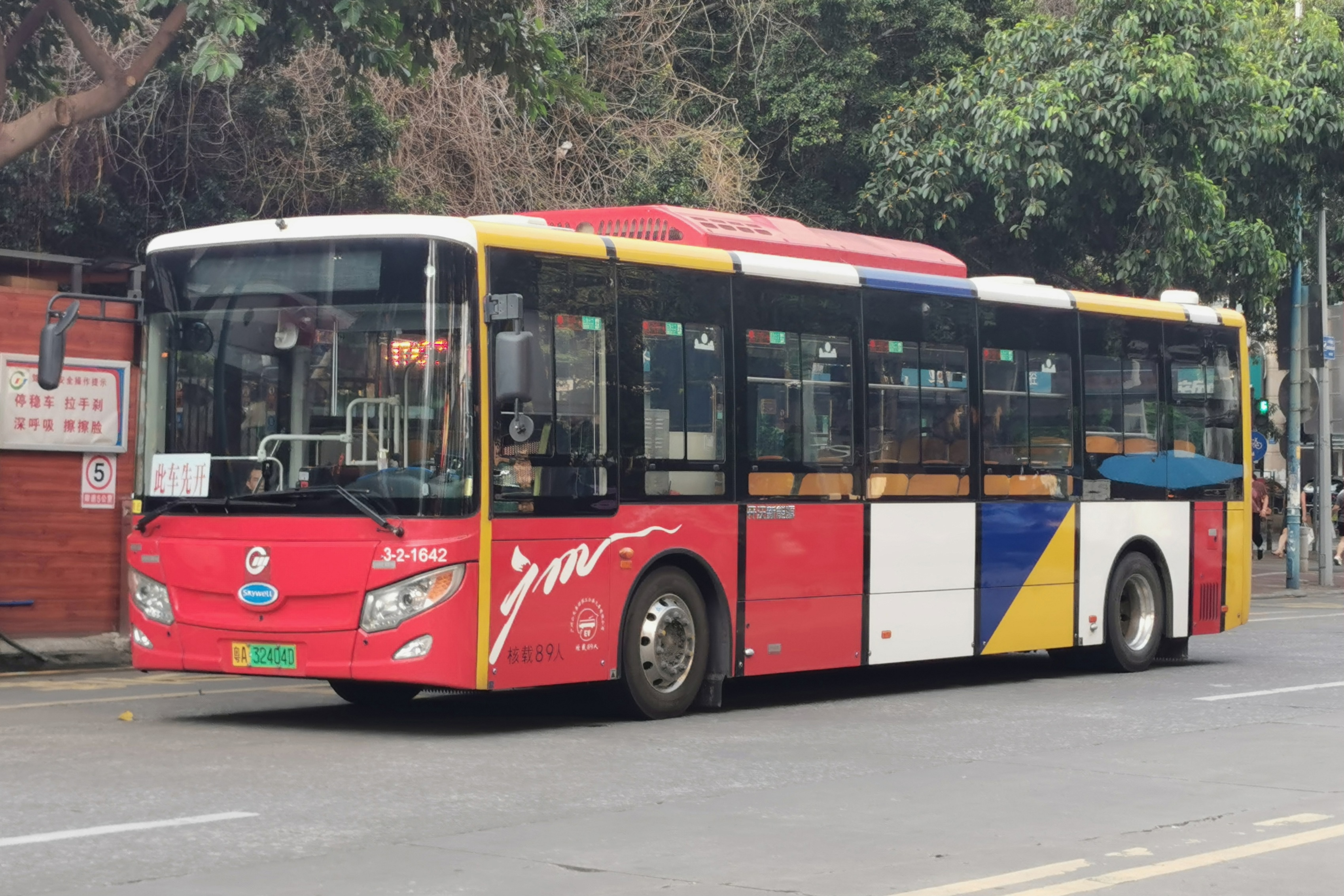
广州巴士集团 NJL6100EV17（H10）

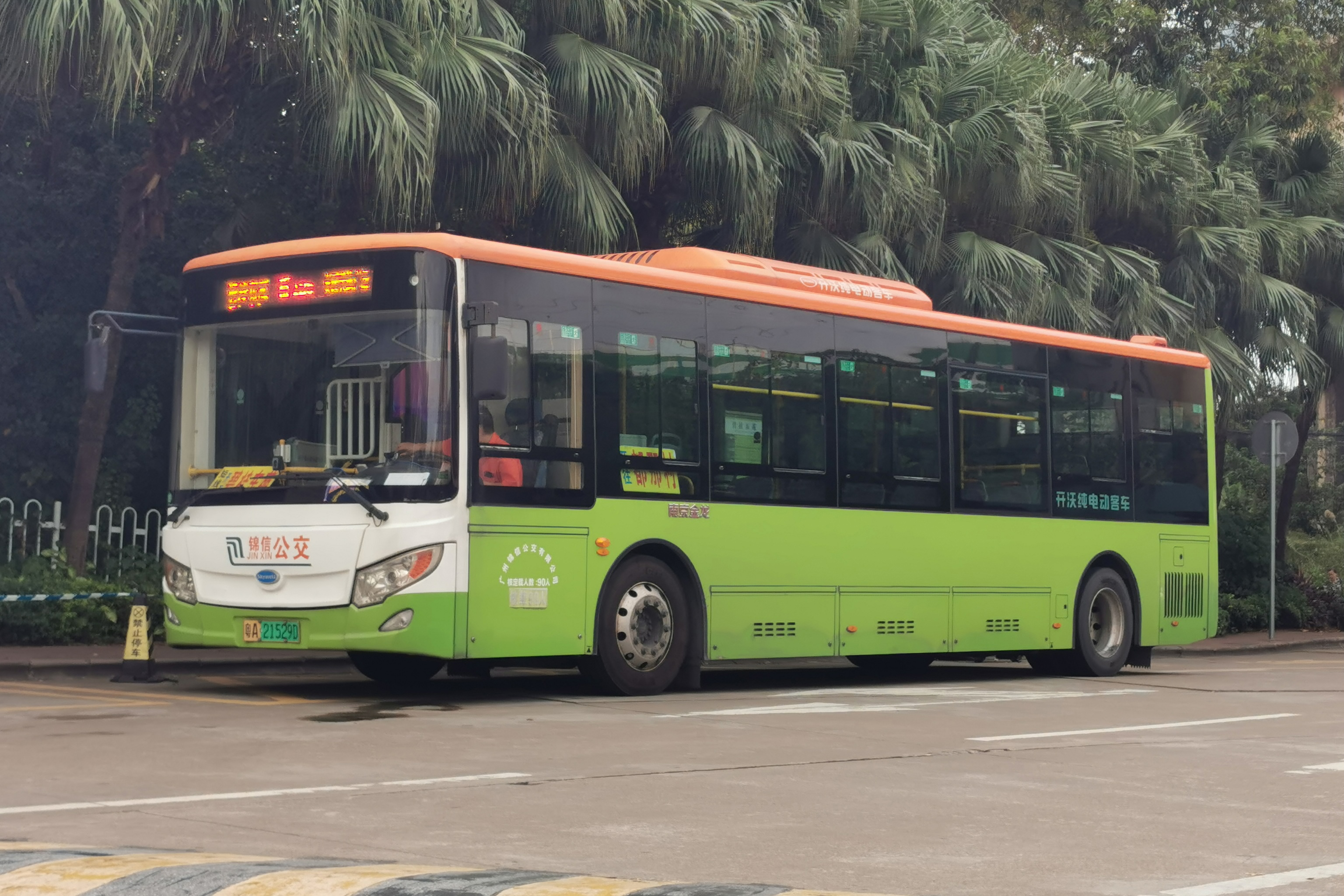
广州番禺锦信公交 NJL6100BEV55（H10）
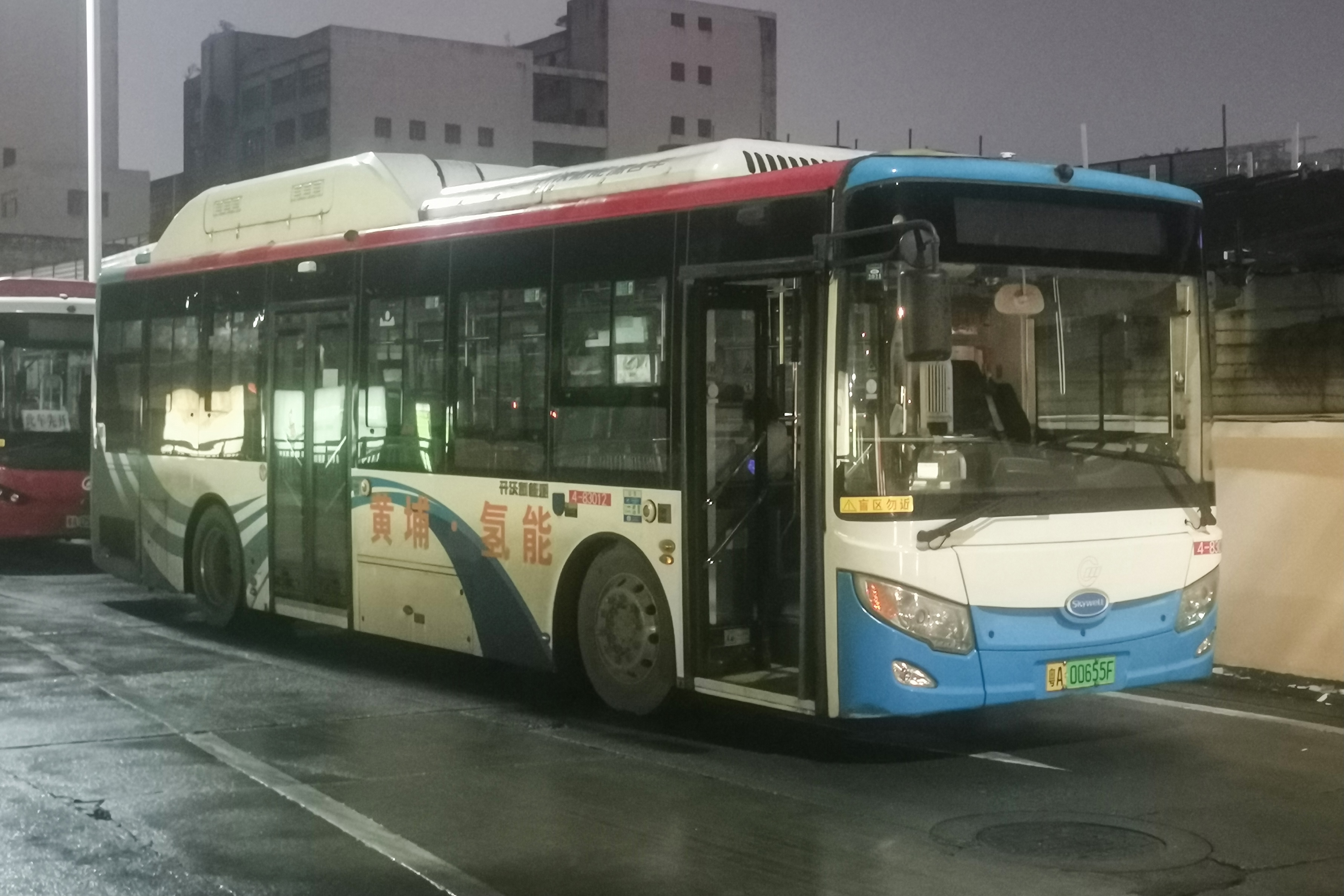
广州巴士集团 NJL6100FCEV（H10 氢能源版）
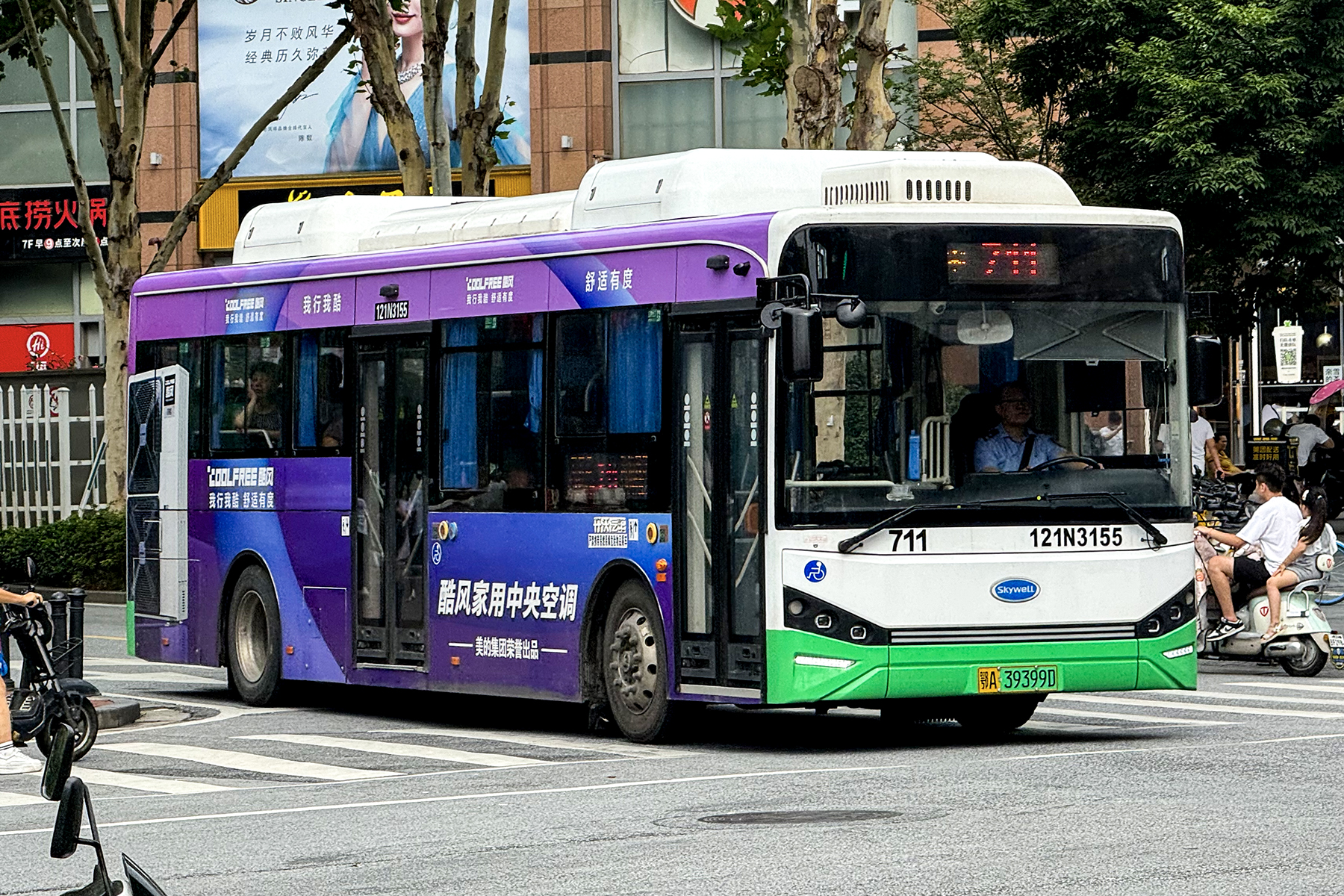
武汉公交集团 NJL6106EVD
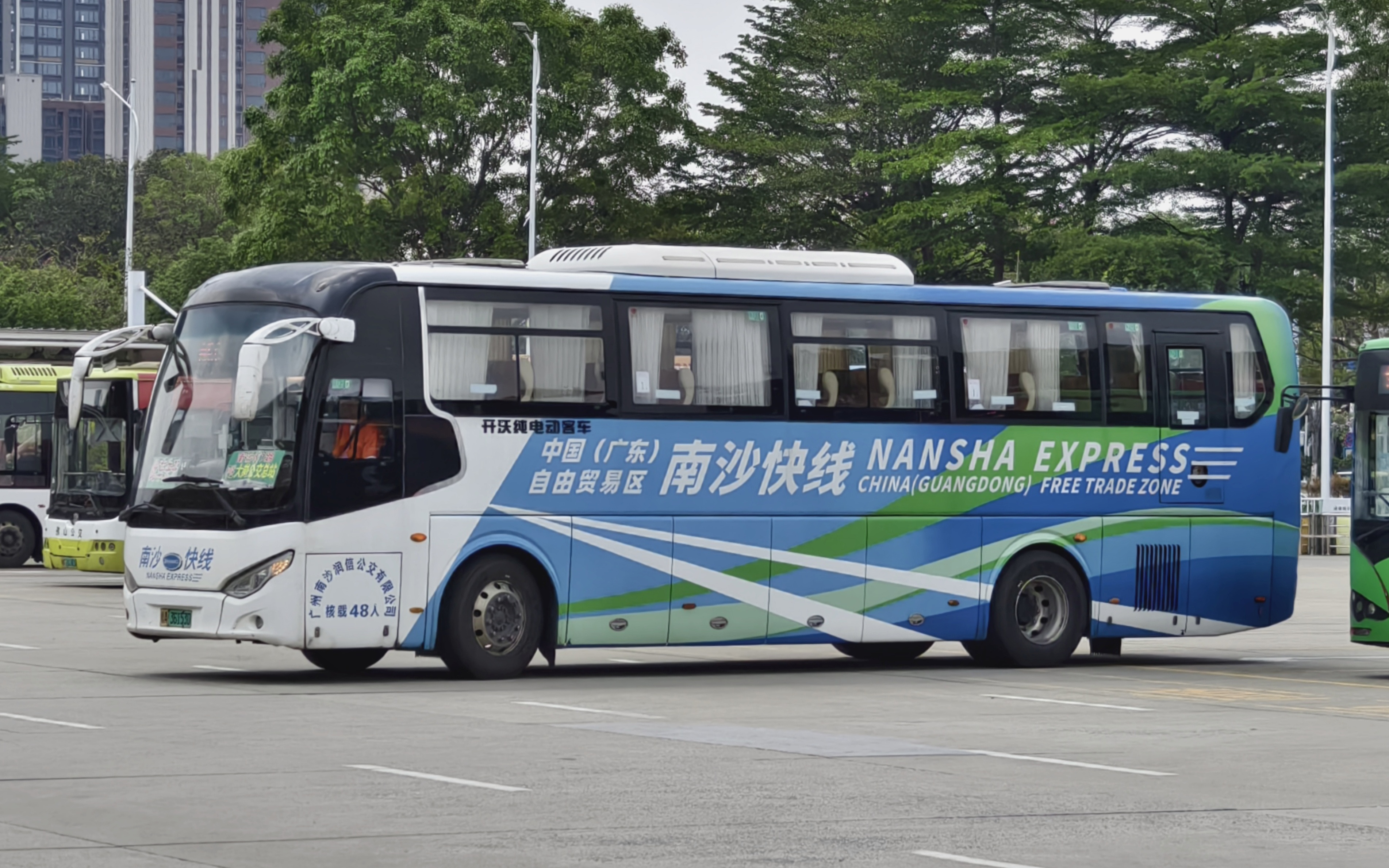
广州南沙润信公交 NJL6117EVG10（竞途）
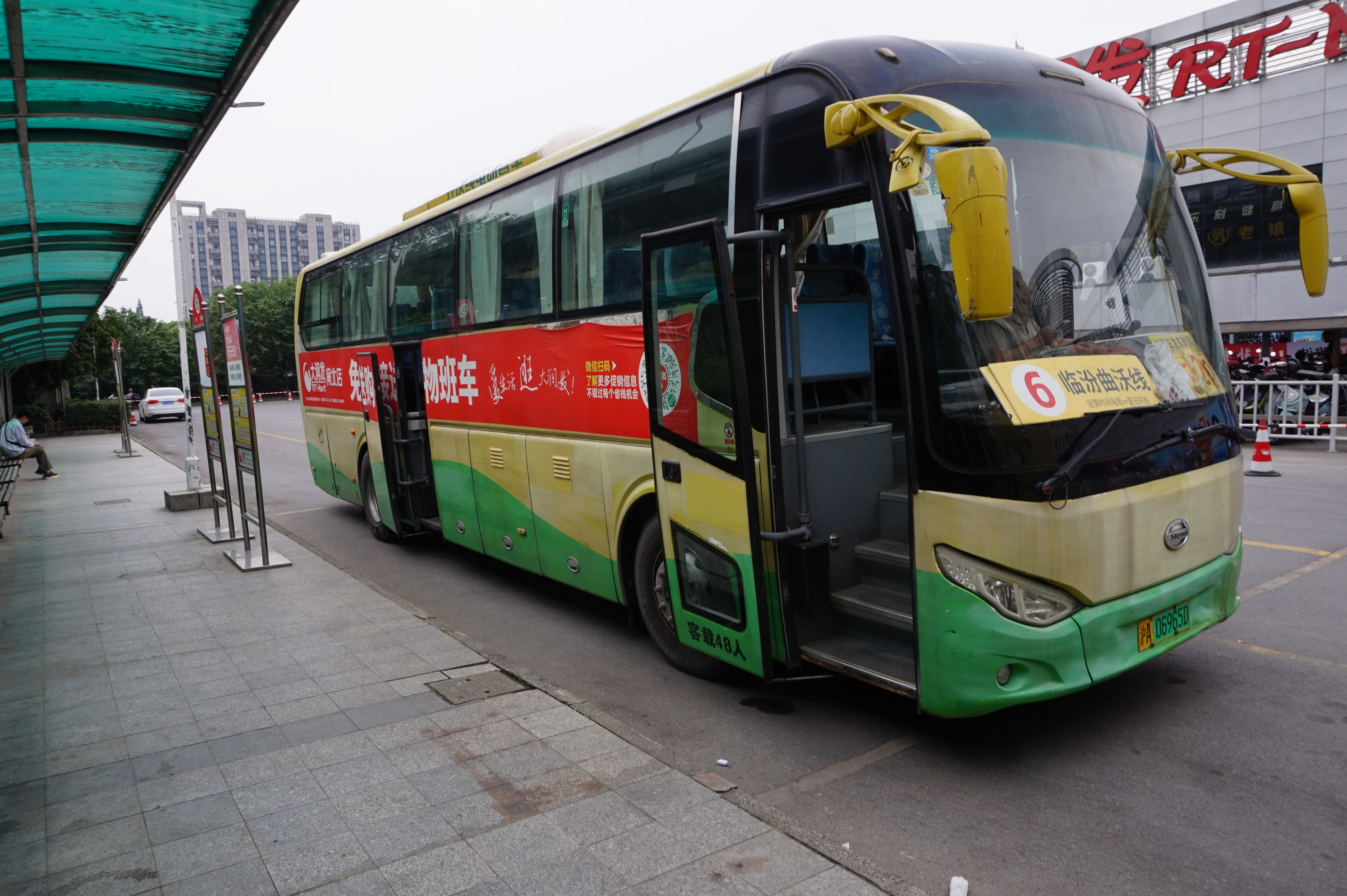
NJL6118BEV4 用于上海市大润发闸北店免费接驳班车
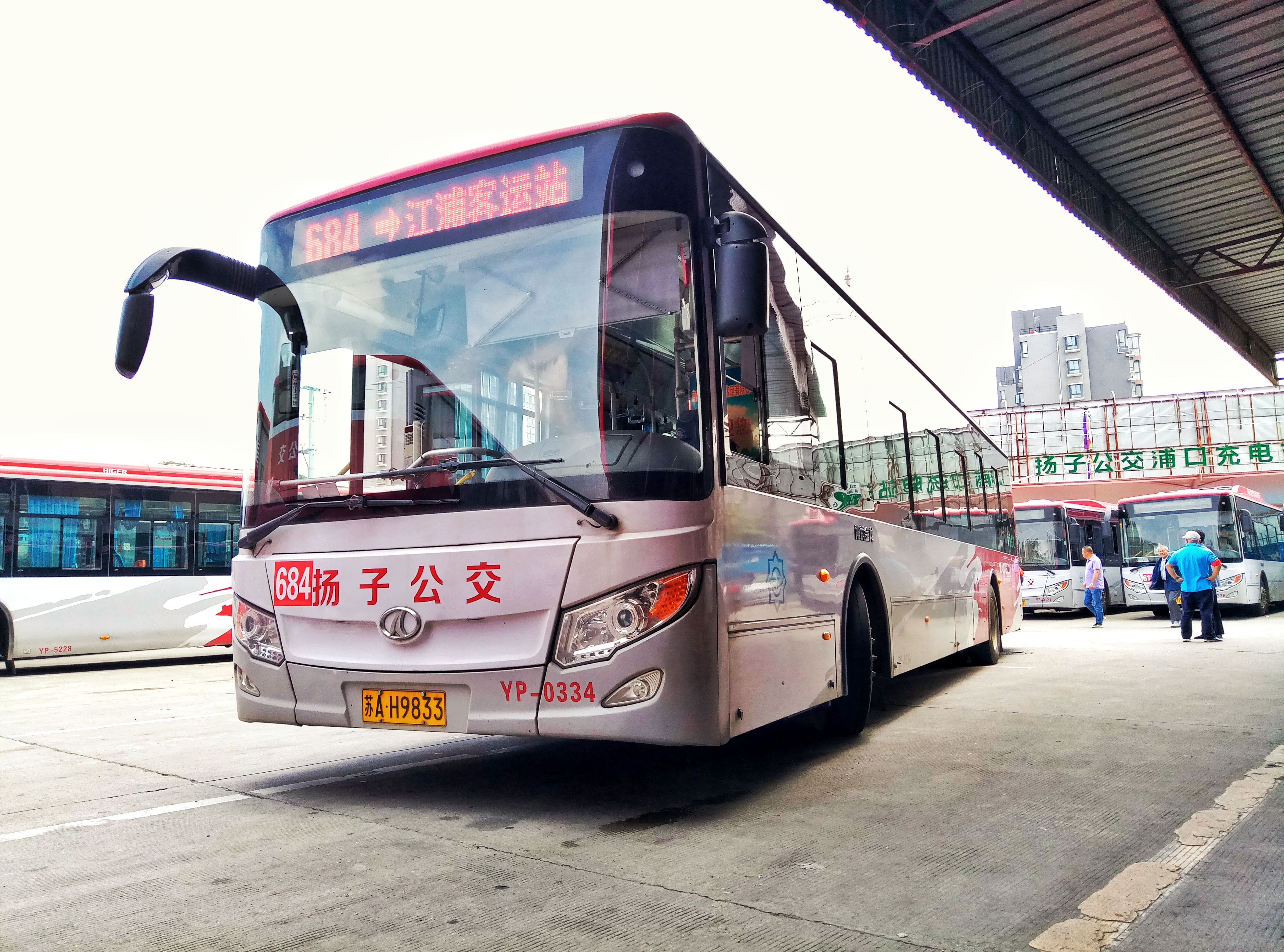
南京扬子公交 NJL6129BEV4（H12，已退役）
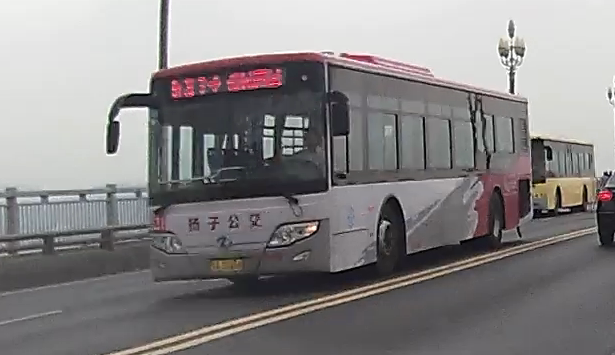
南京扬子公交 NJL6129GN5（已退役）

## 延伸阅读
- 黄宏生
- 金龙联合汽车
- 创维

- 南京金龙官方网站
- 开沃汽车官方网站
- 南京东宇汽车官方网站